# NGC 6825
NGC 6825 este o galaxie situată în constelația Dragonul. A fost descoperită în 18 septembrie 1884 de către Edward D. Swift⁠(d).